# OneEleven
Il OneEleven (chiamato precedentemente 111 W. Wacker e Waterview Tower) è un grattacielo situato a Chicago, in Illinois.

## Descrizione
L'edificio si trova tra LaSalle Street e Clark Street, adiacente al fiume Nord e direttamente sul fiume Chicago.
La struttura è stata costruita da Related Midwest attraverso una joint venture con Clark Wacker LLC e progettato dall'architetto Gary Handel dello studio Handel Architects LLP. Kara Mann si è occupata invece dell'interior design. Completato nel 2014, è alto 190 metri, con 504 unità abitative distribuite su 60 piani.